# Darker Than Blood
«Darker Than Blood» —en español: «Más oscuro que la sangre»— es una canción escrita y grabada por el músico estadounidense Steve Aoki, con la voz de la banda de rock estadounidense Linkin Park. Es su segunda colaboración y está incluida en el tercer álbum de estudio de Aoki, Neon Future II.
El sencillo estaba disponible para pedidos anticipados en Amazon. Tanto Aoki como la banda pusieron a disposición una vista previa de medio minuto de la canción. El sencillo se estrenó en Twitch.tv el 13 de abril de 2015. Fue lanzado como segundo sencillo de Neon Future II el 14 de abril de 2015.

## Lanzamiento y promoción
Mientras que Neon Future I contiene más canciones con temas de fiesta/club, se supone que Neon Future II muestra un lado "más oscuro" y más "emocional" del tema Neon Future. Incluirá la canción "Darker Than Blood", que presenta a Linkin Park. La canción es su segunda colaboración después de "A Light That Never Comes", su primera canción colaborativa que aparece en el segundo álbum de remezclas de Linkin Park, Recharged. La canción se reveló por primera vez en una entrevista con Billboard y se lanzó como segundo sencillo del álbum el 14 de abril de 2015. Según Aoki, la canción había sido un trabajo en progreso desde 2012 y Mike Shinoda reescribió la letra original de Aoki para hacerla. Los hizo más oscuros, porque Shinoda pensó que la letra original de Aoki era "demasiado feliz". Después del lanzamiento de la canción, el álbum estuvo disponible para pedidos anticipados en iTunes.

## Video musical
La producción y filmación del video musical de la canción se completó el 9 de abril de 2015. Las imágenes del video fueron reveladas en las páginas de Instagram de Aoki y Mike Shinoda. El vídeo musical presenta a Mike Shinoda de Linkin Park con Steve Aoki. El tema del vídeo es salvar al mundo del futuro. Según Aoki, el álbum está más relacionado con el vídeo. Explicó: "Algunas de estas ideas [de ciencia ficción] son en realidad trayectorias reales que sucederán durante nuestras vidas". Se lanzó un video con la letra de apoyo del sencillo en la siguiente fecha del lanzamiento del sencillo.
El vídeo transcurre en el año 2052 en pleno apocalipsis zombie, donde un virus ha infectado a casi toda la población mundial. Shinoda y Aoki interpretan a científicos que trabajan en los Centros para el Control y Prevención de Enfermedades, que intentan crear un suero que, con suerte, curará la infección. Hasta ahora no han tenido éxito, ya que los sueros experimentales que están probando en pacientes (que en realidad son portadores asintomáticos del virus) no muestran ningún efecto. Intercalado con estas escenas también muestra a un niño (cuyo nombre se revela como Steven A. y tiene el mismo tatuaje en el mismo lugar que Aoki hacia el final del video) que está tratando de buscar el centro guiado por un dibujo toscamente dibujado. mapa, mientras es perseguido por varios zombies. Sin embargo, logra llegar sano y salvo al centro. Lo llevan al laboratorio donde trabajan los científicos, mientras Shinoda y Aoki intentan desarrollar otro suero. Esta vez, sin embargo, el suero que inventan funciona con éxito en el niño y se cura del virus. Mientras los científicos, Shinoda y Aoki celebran su éxito, se muestra una pantalla gráfica que muestra que el número de supervivientes curados está aumentando a un ritmo increíblemente rápido.
En noviembre de 2022, el vídeo musical de "Darker Than Blood" tiene más de 10 millones de visitas en YouTube.

## Lista de canciones
| Sencillo |                                       |          |  |
| N.º      | Título                                | Duración |  |
| 1.       | «Darker Than Blood» (con Linkin Park) | 5:12     |  |

| Darker Than Blood: Remixes – EP |                                                          |          |  |
| N.º                             | Título                                                   | Duración |  |
| 1.                              | «Darker Than Blood» (con Linkin Park, Bassjackers Remix) | 4:23     |  |
| 2.                              | «Darker Than Blood» (con Linkin Park, Panic City Remix)  | 3:43     |  |
| 3.                              | «Darker Than Blood» (con Linkin Park, Dirty Audio Remix) | 2:59     |  |
| 4.                              | «Darker Than Blood» (con Linkin Park, Josh Macias Remix) | 4:29     |  |

## Posicionamiento en lista
| Lista (2015)                                  | Posición |
| --------------------------------------------- | -------- |
| Estados Unidos (Hot Dance/Electronic Songs)   | 36       |
| US Dance/Electronic Digital Songs (Billboard) | 47       |

## Personal
- Steve Aoki - programación, producción

Linkin Park
- Chester Bennington - voz principal
- Mike Shinoda – voz, teclados y programación
- Brad Delson – guitarras
- Joe Hahn – programación, samplers
- Rob Bourdon - batería
- Dave Farrell – bajo